# Autun (fromage)
Pour les articles homonymes, voir Autun (homonymie).
L'autun est un fromage à pâte molle, non pressée et non cuite, à croûte naturelle, au lait cru de chèvre et parfois de vache (laits pouvant être mélangés) élaboré en Bourgogne. Fermier ou de petite production artisanale, proche, quand il est pur chèvre, du fromage dénommé charolais, mais avec une croûte moins marquée par les moisissures et ne bénéficiant pas de l'AOP, il se présente comme un petit cylindre d'environ 5 cm de diamètre et 9 cm d’épaisseur pesant à peu près 300 g. Son affinage dure de 2 à 3 semaines, sa saveur est douce, relevée d'une pointe d'acidité.
Le taux de matière grasse de ce type de fromage fermier peut varier légèrement selon l'époque, le lait employé et la dessiccation plus ou moins prononcée. Il est d'environ 25 %. 